# John Morales (mafioso)
John Morales, pseudonimo di Giovanni “Johnny Burns” Morale (New York, 1912 – 1984), è stato un mafioso statunitense di origini italo-americane, attivo nella famiglia Bonanno di New York.
Era un parente acquisito di Joseph Bonanno. Nel periodo dal 1956 al 1962, nonostante la presenza di Carmine Galante come "underboss", la maggiore fiducia che Joe Bonanno riponeva in Morales lo fece agire, "de facto", in quella stessa carica. Mantenne questo ruolo anche quando la guida della famiglia passò brevemente a Frank Labruzzo. Fece parte della fazione che rimase fedele a Joseph Bonanno durante la cosiddetta "Guerra dei Banana".